# Кротта-д'Адда
Кротта-д'Адда (італ. Crotta d'Adda) — муніципалітет в Італії, у регіоні Ломбардія,  провінція Кремона.
Кротта-д'Адда розташована на відстані близько 430 км на північний захід від Рима, 65 км на південний схід від Мілана, 15 км на захід від Кремони.
Населення — 665 осіб (2014).

## Демографія
Населення за роками:

Станом на 1 січня 2023 року в муніципалітеті офіційно проживало 86 іноземців з 13 країн, серед них 31 громадянин країн Євросоюзу.

## Сусідні муніципалітети
- Аккуанегра-Кремонезе
- Кастельнуово-Бокка-д'Адда
- Корновеккьо
- Грумелло-Кремонезе-ед-Уніті
- Маккасторна
- Мелеті
- Монтічеллі-д'Онджина
- Піццигеттоне
- Спінадеско